# 안수호
안수호(1968년 11월 11일 ~ )은 대한민국의 배우이다. 유튜브 채널 추자TV www.youtube.com/@CHOOJAtv

## 학력
- 성균관대학교 동양철학과 졸업
- 서울예술대학교 연극과 졸업

## 출연 작품

### 영화
- 《손》 (2023년) - 경비아저씨 역
- 《광대들, 풍문조작단》 (2019년) - 장기판노인 역
- 《국가부도의 날》 (2018년) - 삼호유통 남자 역
- 《탐정리턴즈》 (2018년) - 관리인 역
- 《대립군》 (2017년) - 강계백성2 역
- 《서부전선》 (2015년) - 초가마을주민4 역
- 《강남 1970》 (2014년) - 땅주인 역
- 《끝까지 간다》 (2014년) - 장의리무진 기사 역
- 《신세계》 (2012년) - 최 이사 역
- 《전설의 주먹》 (2012년) - 은수아빠 역
- 《위도》 (2011년) - 김 소장 역
- 《카운트다운》 (2011년) - 현장소장 역
- 《양강도 아이들》 (2011년) - 만세부 역
- 《써니》 (2011년) - 판사 역
- 《퀴즈왕》 (2010년) - 출제자 역
- 《김복남 살인사건의 전말》 (2010년) - 장씨 역
- 《백야행- 하얀 어둠 속을 걷다》 (2009년) - 집주인 역
- 《불꽃처럼 나비처럼》 (2009년) - 백성 3 역
- 《사람을 찾습니다》 (2008년) - 선우 역
- 《하늘을 걷는 소년》 (2008년) - 빈소사내 역
- 《멋진 하루》 (2008년) - 공영주차장 관리인 역
- 《극락도 살인사건》 (2007년) - 태기아빠 역
- 《화려한 휴가》 (2007년) - 부상중년 역
- 《원탁의 천사》 (2006년) - 학교수위 역
- 《모노폴리》 (2006년) - 포장마차부부 남 역
- 《미스터 주부퀴즈왕》 (2005년) - 양성자주부 남편 역
- 《분홍신》 (2005년) - 경찰서취객 역
- 《여자정혜》 (2004년) - 호프집손님1 역
- 《신석기 블루스》 (2004년) - 택시기사 역

### 드라마
- 《기적의 형제》 (JTBC, 2023년) - 집주인 역
- 《마당이 있는 집》 (tvN, 2023년) - 등산객 역
- 《진짜가 나타났다!》 (KBS, 2023년) - 학원 원장 역
- 《신성한, 이혼》 (JTBC, 2023년) - 약사 역
- 《작은 아씨들》 (tvN, 2022년) - 식당 사장 역
- 《더 글로리》 (tvN, 2022년) - 학교 관리인 역
- 《돼지의 왕》 (티빙, 2022년) - 광수대장 역
- 《밥이 되어라》 (MBC, 2021년) - 용철 역
- 《대박부동산》 (KBS, 2021년) - 창화 부 역
- 《경이로운 소문》 (OCN, 2020년) - 허태수 역
- 《꽃길만 걸어요》 (KBS, 2020년) - 박호식 역
- 《날씨가 좋으면 찾아가겠어요》 (JTBC, 2020년) - 시청과장 역
- 《조선로코 녹두전》 (KBS, 2019년) - 노비부부 남편 역
- 《99억의 여자》 (KBS, 2019년) - 별장관리인 역
- 《검법남녀 2》 (MBC, 2019년) - 국선변호사 역
- 《우아한가》 (MBN, 2019년) - 장우삼촌 역
- 《신입사관 구해령》 (MBC, 2019년) - 예문관 박서리 역
- 《하나뿐인 내편》 (KBS, 2019년) - 노숙자 역
- 《초면에 사랑합니다》 (SBS, 2019년) - T&T모바일 경비원 역
- 《오늘의 탐정》 (KBS, 2018년) - 버스기사 역
- 《아는 와이프》 (tvN, 2018년) - 의사 역
- 《미스터 션샤인》 (tvN, 2018년) - 박기종 역
- 《라이프》 (JTBC, 2018년) - 민서 큰아빠 역
- 《검법남녀》 (MBC, 2018년) - 국선변호사 역
- 《밥상 차리는 남자》 (MBC, 2017년) - 경비원 역
- 《듀얼》 (OCN, 2017년) - 차장검사 역
- 《사임당, 빛의 일기》 (SBS, 2017년) - 오죽헌아범 역
- 《시그널》 (tvN, 2016년) - 별장 관리인 역
- 《닥터 프로스트》 (OCN, 2014년~2015년) - 정만호 역
- 《피노키오》 (SBS, 2014년~2015년) - 낚시배 선장 역
- 《전설의 마녀》 (MBC, 2014년~2015년) - 전당포 사장 역
- 《유혹》 (SBS, 2014년) - 고동식 검사 역
- 《연애 말고 결혼》 (tvN, 2014년) - 낚시꾼 역
- 《조선 총잡이》 (KBS2, 2014년) - 종태를 아는 남자 역
- 《트로트의 연인》 (KBS2, 2014년) - 시장 상인 역
- 《닥터 이방인》 (SBS, 2014년)
- 《12년만의 재회: 달래 된, 장국》 (JTBC, 2014년) - 학교 경비원 역
- 《투윅스》 (MBC, 2013년) - 상가 철거를 반대하는 남자 역
- 《그녀의 신화》 (JTBC, 2013년) - 동대문시장 상가 상인 역
- 《구암 허준》 (MBC, 2013년) - 구안와사 환자 역
- 《백년의 유산》 (MBC, 2013년) - 택시기사 역
- 《세상 어디에도 없는 착한남자》 (KBS2, 2012년) - 야바위꾼 역
- 《아랑사또전》 (MBC, 2012년) - 사또를 만나고 싶은 남자 역
- 《응답하라 1997》 (tvN, 2012년) - 윤윤제에게 강아지는 이미 팔렸다고 말하는 남자 역
- 《빅》 (KBS2, 2012년) - 우산 고치는 남자 역
- 《신사의 품격》 (SBS, 2012년) - 공사장 인부 역
- 《옥탑방 왕세자》 (SBS, 2012년) - 문구점 사장 역
- 《넝쿨째 굴러온 당신》 (KBS2, 2012년) - 가구공방 사장 역
- 《신들의 만찬》 (MBC, 2012년) - 목걸이 훔치려는 남자 역
- 《해를 품은 달》 (MBC, 2012년) - 前 상선 집의 하인 역
- 《특수사건 전담반 TEN》 (OCN, 2011년~2012년) - 개코형사 역
- 《내 딸 꽃님이》 (SBS, 2011년~2012년) - 공인중개사 역
- 《여인의 향기》 (SBS, 2011년) - 트럭기사 역
- 《내게 거짓말을 해봐》 (SBS, 2011년) - 트럭기사 역
- 《내 마음이 들리니》 (MBC, 2011년) - 식물원 직원 역
- 《마이 프린세스》 (MBC, 2011년) - 트럭기사 역
- 《나쁜 남자》 (SBS, 2010년) - 경비원 역
- 《동이》 (MBC, 2010년) - 장악원 노비 역
- 《신이라 불리운 사나이》 (MBC, 2010년) - 최 사장 역

### 연극
- 《착란》 (극단 기린) - 나 역
- 《이단자들》 (극단사개탐사) - 이철수 역  -  2021년 서울연극제
- 《어린왕자를 꿈꾸다》 (극단 자유마당) - 영훈 역  -  2021년 대한민국연극제
- 《짐》(극단사개탐사) - 사이토 료지 역
- 《어떤 접경지역에서는》  (극단사개탐사) - 황씨네 역  - 2019년 서울연극제
- 《정거장》 (극단 버섯) - 김봉기 역
- 《어린왕자를 꿈꾸다》 (극단 자유마당) - 영훈 역  - 전국연극제 연기상
- 《청문》 (극단 기린) -남자 역
- 《눈꽃편지》 (극단 외치는소리) - 천식부 역
- 《오즈의 마법사》 (극단 자유마당) - 겁쟁이 사자 역
- 《마마》 (극단 날) - 신부 역
- 《후궁박빈》 (극단 열린문) - 임금 역
- 《굿모닝파파》 (극단 뿌리) - 종대 역
- 《전시조종사》 (극단 뿌리)  - 한천수 역
- 《로미오와 줄리엣》 (극단 목화) - 신부 역
- 《남자고만배》 (극단 해우소) - 고만배 역